# Mstów
Mstów è un comune rurale polacco del distretto di Częstochowa, nel voivodato della Slesia.
Ricopre una superficie di 119,84 km² e nel 2004 contava 10 117 abitanti.